# Flora (Indiana)
Flora é uma cidade  localizada no estado americano de Indiana, no Condado de Carroll.

## Demografia
Segundo o censo americano de 2000, a sua população era de 2227 habitantes.
Em 2006, foi estimada uma população de 2162, um decréscimo de 65 (-2.9%).

## Geografia
De acordo com o United States Census Bureau tem uma área de
2,7 km², dos quais 2,7 km² cobertos por terra e 0,0 km² cobertos por água. Flora localiza-se a aproximadamente 205 m acima do nível do mar.

## Localidades na vizinhança
O diagrama seguinte representa as localidades num raio de 24 km ao redor de Flora.